# ISOLDE

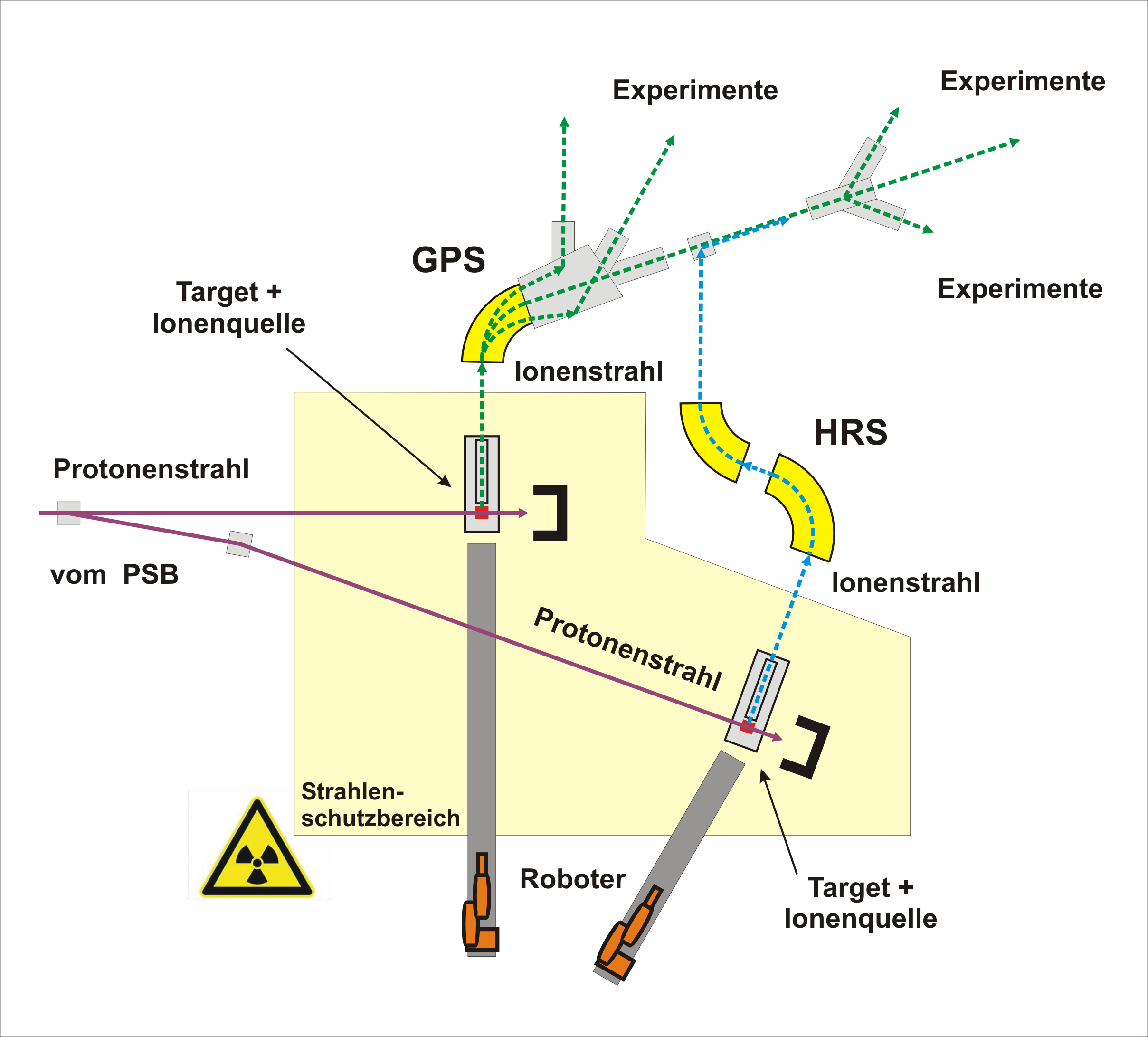
Schematische Darstellung des Isotope Separator On Line DEvice (ISOLDE) am CERN. Der Protonenstrahl des Proton Synchrotron Boosters (PSB) erzeugt in den Targets radioaktive Nuklide. Diese werden in den Ionenquellen ionisiert, beschleunigt und mit den Ablenkmagneten des GPS (General Purpose Separator) oder HRS (High Resolution Separator) aufgrund ihrer unterschiedlichen Massen getrennt. Der Austausch einer Einheit „Target + Ionenquelle“ erfolgt wegen der erzeugten Radioaktivität mittels mobiler Industrieroboter.

ISOLDE-Experimentalhalle im vorderen Teil. Strahlrohre führen die Ionenstrahlen an verschiedene Experimente.

ISOLDE (englisch Isotope Separator On Line DEvice) ist eine seit 1967 betriebene Einrichtung zur Erzeugung radioaktiver Ionenstrahlen, die seit 1992 am Proton Synchrotron Booster (PSB) des CERN beheimatet ist. Mit dem Protonenstrahl des PSB können in speziellen erhitzten Materialien (Targets) eine Vielzahl radioaktiver Nuklide von 70 chemischen Elementen erzeugt werden. Diese werden – nachdem sie aus den Targets austreten – auf unterschiedliche Weise ionisiert, beschleunigt und mittels Magneten aufgrund ihrer unterschiedlichen Massen getrennt. Über 700 unterschiedliche Ionenstrahlen mit teilweise über 1010 Ionen pro Sekunde können so erzeugt und mehreren Experimenten der Atom- und Kernphysik sowie der Material- und Biowissenschaften zur Verfügung gestellt werden.
ISOLDE war die erste Anlage dieser Art und Prototyp für weitere, die nach dem verwendeten Prinzip als ISOL-Einrichtungen bezeichnet werden. Zu den bedeutenden Ergebnissen während ihres nahezu 50-jährigen Betriebes zählen Erweiterungen der Nuklidkarte. Mit einer Vielzahl von Experimenten wurde das Verständnis der Atom- und Kerneigenschaften erweitert, Halokerne und exotische Zerfälle untersucht und Beiträge zur Nuklearen Astrophysik, Festkörperphysik und Nuklearmedizin erbracht. Klaus Blaum, Björn Jonson und Piet Van Duppen erhielten für Forschungen an der ISOLDE-Einrichtung 2020 den Lise-Meitner-Preis.

## Zeitliche Entwicklung

### Erste Anlage am Synchro-Zyklotron (SC)
Erste erfolgreiche Experimente zur kontinuierlichen Erzeugung und Trennung kurzlebiger radioaktiver Nuklide wurden Anfang der 1950er-Jahre am Niels-Bohr-Institut in Kopenhagen unter Otto Kofoed-Hansen durchgeführt. Dabei wurde ein Zyklotron mit einem Isotopen-Separator kombiniert. Diese Technik eröffnete neue Forschungsmöglichkeiten und motivierte europäische Kernphysiker Anfang der 1960er-Jahre, die Errichtung einer Anlage am Synchro-Zyklotron (SC) des CERN vorzuschlagen. Nach Abschluss der Planungen und der endgültigen Genehmigung durch den damaligen CERN-Generaldirektor Victor Weisskopf Ende 1964 wurde im Folgejahr der Bau begonnen. Dabei wurden die unterirdische Anlage am CERN und der Isotopen-Separator an der Universität Aarhus gebaut. Am 16. Oktober 1967 konnte das erste Experiment an der ISOLDE genannten Einrichtung durchgeführt werden. In den ersten Jahren konnten mehrere neue Isotope der Elemente Krypton, Xenon, Quecksilber und Radon identifiziert werden; eine erste Veröffentlichung erschien 1969.
Zwischen 1972 und 1974 waren durch die Erhöhung der Intensität des 600 MeV-Protonenstrahls des SC erste größere Veränderungen bei ISOLDE nötig. Nun wurde mit der 100-fach größeren Intensität des Protonenstrahls an den Targets gearbeitet, wodurch die Anzahl und Intensität der Ionenstrahlen erhöht werden konnte. Anfang der 1980er-Jahre erhielt ISOLDE ein weiteres Target mit Separationsmagnet, wegen der begrenzten Räumlichkeiten wurde der Ionenstrahl in die Halle des SC geleitet, wo ein weiterer Experimentierbereich für ISOLDE entstand.

### Anlage am Proton Synchrotron Booster (PSB)

Position von ISOLDE am Proton Synchrotron Booster (PSB, hier als BOOSTER markiert) am CERN. Mit dem Linearbeschleuniger LINAC 2 auf 50 MeV beschleunigte Protonen (blaue Pfeile) werden in den PSB eingespeist und auf bis zu 1,4 GeV beschleunigt.

Mit der absehbaren Stilllegung des SC wurde Ende der 1980er-Jahre über eine Verlegung von ISOLDE zu einem anderen Teilchenbeschleuniger nachgedacht; 1990 wurde entschieden, einen neuen Gebäudekomplex am Proton Synchrotron Booster (PSB) des CERN zu errichten. Der SC lieferte seinen letzten Strahl im Dezember 1990, im Mai 1992 wurde der neue Standort von ISOLDE eingeweiht; am 26. Juni 1992 konnte das erste Experiment mit dem 1 GeV Strahl des Proton Synchrotron Booster durchgeführt werden.
Seit 1994 kommt zur selektiven Ionisation das Lasersystem RILIS zum Einsatz, mit dessen Hilfe die gewünschten chemischen Elemente gezielt ionisiert werden können. Dies ermöglicht die Trennung von isobaren Nukliden, was aufgrund der gleichen Masse durch den Separations-Magneten nicht möglich wäre. Ende 2001 wurde mit REX-ISOLDE ein Nachbeschleuniger für die von ISOLDE mit einer maximalen Energie von 60 keV bereitgestellten Ionenstrahlen in Betrieb genommen, welcher die Ionen auf Energien von bis zu 2,2 MeV beschleunigte. Die Energien konnten später auf bis zu 3,1 MeV erhöht werden und nach einem weiteren Umbau wurden 2017 Energien von bis zu 7,5 MeV erreicht. Diese als HIE-ISOLDE bezeichnete Ausbaustufe liefert seit August 2018 Energien von über 10 MeV. Hauptnutzer dieser hochenergetischen Ionenstrahlen ist das Experiment MINIBALL. Für eine weitere Erhöhung der Energien und der Luminosität wird seit 2012 über die Installation eines Schwerionen-Speicherrings nachgedacht und der Umzug des Test Storage Ring (TSR) des Max-Planck-Institut für Kernphysik von Heidelberg zu ISOLDE empfohlen, da dieser zukünftig durch den Cryogenic Storage Ring (CSR) ersetzt wird.

### Prototyp für weitere Anlagen
ISOLDE war die erste Anlage zur kontinuierlichen Erzeugung, Beschleunigung und Trennung kurzlebiger radioaktiver Nuklide. Sie war der Prototyp für weitere Anlagen, die nach dem verwendeten Prinzip als ISOL-Einrichtungen bezeichnet werden. So entstanden unter anderem mit SPIRAL am Grand Accélérateur National d’Ions Lourds (GANIL) in Frankreich oder EXCYT am Istituto Nazionale di Fisica Nucleare (INFN) in Italien weitere Anlagen in Europa sowie in Nordamerika ISAC am TRIUMF und HRIBF am Oak Ridge National Laboratory. Seit Ende der 1990er-Jahre liegt der Fokus zunehmend auf der Erhöhung der Energie und Intensität der erzeugten Ionenstrahlen und somit auch auf immer leistungsstärkerer Nachbeschleunigung. Vorreiter war hier die RIB-Einrichtung im belgischen Louvain-la-Neuve, gefolgt unter anderem von REX-ISOLDE, SPIRAL-II (zukünftiger Ausbau zu EURISOL) oder ISAC-II. Die Alternative zu den ISOL-Einrichtungen sind die sogenannten In-Flight-Anlagen, bei denen dünne Targets mit Schwerionen aus entsprechenden Beschleunigeranlagen beschossen werden, an die sich die Separatoren direkt anschließen. Diese Technik ist besonders für sehr kurzlebige Nuklide geeignet, da die Schwerionen ihre Energie auf die erzeugten radioaktiven Ionen übertragen und diese die Separatoren in weniger als einer Mikrosekunde durchlaufen.

## Betrieb

### ISOL-Prozess
| Target                  | TSchmelz in °C   | TBetrieb in °C (max.) | Nuklide                  |
| Flüssige Metalle        | Flüssige Metalle | Flüssige Metalle      | Flüssige Metalle         |
| ----------------------- | ---------------- | --------------------- | ------------------------ |
| Ge                      | 937              | 1100                  | 60–74Zn,64–75Ga          |
| Sn                      | 232              | 1200                  | 97–122Cd                 |
| La                      | 920              | 1400                  | 115–128I,115–133Xe u. a. |
| Pb                      | 937              | 1100                  | 177–207Hg                |
| Feste Metalle           |                  |                       |                          |
| Ti                      | 1675             | 1600                  | 37–46Ca,42–48Sc          |
| Nb                      | 2470             | 2050                  | 70–85Br,74–86Rb u. a.    |
| Ta                      | 2996             | 2200                  | viele                    |
| W                       | 3410             | 2200                  | 8–10Li                   |
| Kohlenstoff und Carbide |                  |                       |                          |
| C                       | >3600            | 1800                  | 7, 10, 11Be              |
| Al4C3                   | (1400) *         | 1200                  | 20–24Na                  |
| SiC                     | (2300) *         | 1200                  | 17–23F,22–28Mg u. a.     |
| ThC2 u. UC2             | 2450             | 2200                  | viele                    |
| Oxide                   |                  |                       |                          |
| MgO                     | 2800             | 1500                  | 17–24Ne                  |
| SrO                     | 2450             | 1500                  | 72–81Kr                  |
| ZrO2                    | 2700             | 1850                  | 56–71Cu,62–74Ga u. a.    |
| CeO2                    | 2600             | 1300                  | 112–125Xe u. a.          |

Die radioaktiven Nuklide werden mit dem Protonenstrahl des PSB – mit Energien von 1,0 oder 1,4 GeV – durch Kernspaltung beziehungsweise Spallation in einem mit dem Target-Material gefüllten Container erzeugt. Der Container ist typischerweise ein aus Tantal bestehender Zylinder mit 20 cm Länge und 2 cm Durchmesser, dessen Längsachse horizontal entlang der Achse des Protonenstrahls ausgerichtet ist. Die in den Container eingebrachten Materialien wie feste (in Pulver- oder Folienform) und flüssige Metalle, Carbide oder Oxide, werden elektrisch auf bis zu 2500 °C erhitzt, um so ein effizientes und schnelles Diffundieren der erzeugten Nuklide aus dem Targetmaterial und anschließendem Austreten aus einer oben am Container angebrachten Öffnung zu gewährleisteten (in Abhängigkeit vom verwendeten Targetmaterial dauert dies circa 1 bis 30 s).
Die Öffnung ist durch einen Kanal (transfer line) mit der sogenannten Ionenquelle (ion source) verbunden. Der ebenfalls erhitzte Kanal besteht aus Materialien wie zum Beispiel Tantal, Kupfer oder Quarzglas, mit denen die erzeugten Nuklide nicht reagieren oder an ihnen haften bleiben. Nach dem Austritt werden die Nuklide in den Ionenquellen entweder durch den Kontakt mit heißen Metalloberflächen (Oberflächenionisation), durch Stoßionisation in einem Plasma (Plasmaionisation) oder den Beschuss mit Photonen (resonante Laser-Ionisation) ionisiert.
Die Ionen werden dann mittels Ablenkmagneten aufgrund ihrer unterschiedlichen Massen getrennt. Dem Grundprinzip nach entspricht das dem Analysator eines Massenspektrometers. Den Experimenten können ohne Nachbeschleunigung somit vier Ionenstrahlen hoher Reinheit mit Energien von bis zu 60 keV zur Verfügung gestellt werden (mit REX-ISOLDE Energien von größer 3 MeV). Dabei kommen zwei Separatoren mit jeweils eigener Target-Zone zum Einsatz; der General Purpose Separator (GPS),  welcher einen Ablenkmagneten besitzt und drei getrennte Ionenstrahlen liefert, sowie der High Resolution Separator (HRS) mit zwei Ablenkmagneten, welcher nur einen Ionenstrahl generiert. Die aus Target und Ionenquelle bestehenden Einheiten sind in einem besonders abgeschirmten und gesicherten Bereich (Target-Zone) untergebracht und werden aufgrund der erzeugten Radioaktivität durch mobile Industrieroboter gewechselt. Die benutzten Einheiten werden bis zum Abklingen der Strahlendosis auf ungefährliche Werte (circa ein Jahr) hinter Abschirmungen in den Zufahrtsgängen der Roboter zwischengelagert und während der Wartungsperioden entsorgt.

### Lasersystem RILIS
Das Lasersystem RILIS (Resonance Ionization Laser Ion Source) dient der selektiven Ionisation von chemischen Elementen. Es besteht aus jeweils drei durchstimmbaren gepulsten Farbstofflasern und Titan:Saphir-Lasern, die durch Nd:YAG-Laser gepumpt werden. Mittels Frequenzvervielfachung (SHG, THG, FHG) steht ein kontinuierlicher Wellenlängenbereich von 210 nm bis 950 nm zur Verfügung. Die Pulsdauern liegen im Bereich von 7–35 ns, bei einer Frequenz von 10 kHz, wobei eine durchschnittliche optische Leistung von einigen Watt an den Ionenquellen erreicht wird, die sowohl zum General Purpose Separator (GPS), als auch zum High Resolution Separator (HRS) geleitet werden kann.
Die aus dem Transfer-Kanal austretenden Nuklide werden durch den Beschuss mit Photonen genau abgestimmter Wellenlänge in mehreren Stufen ionisiert. Dabei werden die äußeren Elektronen in angeregte Rydbergzustände gehoben und schließlich entfernt. Die Verweildauer der Nuklide in der Ionenquelle liegt bei circa 100 µs, worauf die Wiederholfrequenz der gepulsten Laser von 10 kHz abgestimmt ist. Durch die für jedes Element charakteristischen Energieniveaus ist es möglich, nur gewünschte Elemente zu ionisieren – somit auch isobare Nuklide gezielt zu trennen – und daraus Ionenstrahlen hoher Reinheit zu erzeugen.

### REX- und HIE-ISOLDE

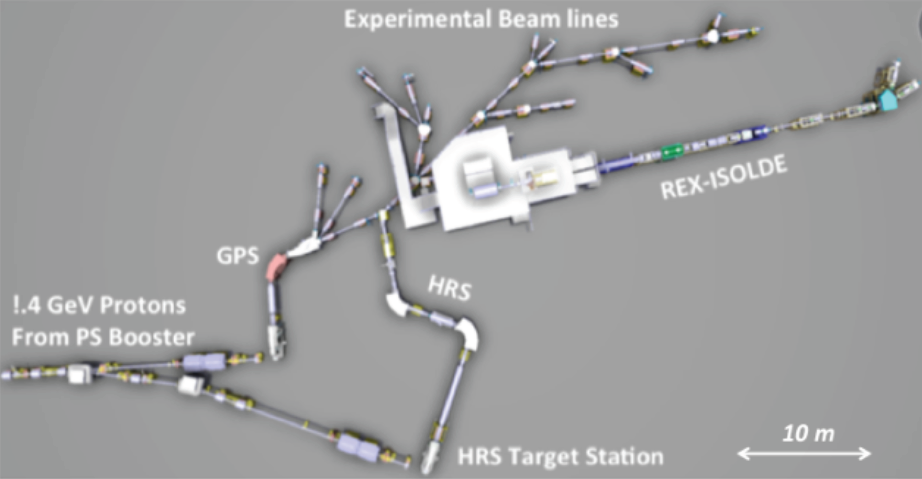
Position der Strahllinien und des Nachbeschleunigers REX-ISOLDE an der ISOLDE-Einrichtung des CERN

Der seit 2001 installierte Nachbeschleuniger REX-ISOLDE (Radioactive Beam EXperiment) erhöht die Energie der Ionenstrahlen von 60 keV auf bis zu 3,1 MeV. Die Ionen werden zuerst in einer Penning-Falle gesammelt und zu Paketen (bunches) zusammengefasst. Dann werden sie durch einen sogenannten charge breeder (dt. 'Ladungsbrüter') geleitet, in dem die einfach positiv geladenen Ionen durch Elektronenbeschuss auf ein Masse-zu-Ladung-Verhältnis von kleiner 4,5 weiter ionisiert werden. Die Ionenpakete werden dann im Hauptteil der Anlage, einem mehrstufigen normalleitenden Linearbeschleuniger (LINAC) von 11 Meter Länge, beschleunigt. Der LINAC besteht aus einem Hochfrequenzquadrupol-Resonator, der die Ionen auf 300 keV bringt, und mehreren nachgeschalteten Driftröhren-Kavitäten vom Interdigital H-type, die eine einstellbare Endenergie zwischen 1,2 und 3,1 MeV ermöglichen.
Die Ausbaustufe HIE-ISOLDE (High Intensity and Energy) ist ein supraleitender LINAC, bestehend aus sechs Helium-gekühlten Modulen mit mehreren Quarter-Wave-Hohlraumresonatoren, wobei auch die Driftröhren-Kavitäten von REX-ISOLDE später durch diese ersetzt werden sollen. Die ersten zwei Module wurden 2016 in Betrieb genommen und liefern Ionenstrahlen mit Energien von bis zu 5,5 MeV. Mit der Fertigstellung von HIE-ISOLDE steht seit August 2018 eine Energie von über 10 MeV zur Verfügung. Der gesamte LINAC-Komplex (REX- und HIE-ISOLDE) wird sich durch den Ausbau auf über 25 Meter verlängern, was auch bedingt durch die höheren Energien einen Aus- und Umbau der nachfolgenden – die Experimente versorgenden – Strahllinien erfordert.

## Experimente
Neben einigen dauerhaft installierten Versuchsaufbauten gibt es jährlich viele kleinere Experimente, die auf die Vielzahl der möglichen radioaktiven Strahlen der ISOLDE-Einrichtung zurückgreifen. Diese werden kurz vor der Verfügbarkeit der entsprechenden Strahlen aufgebaut und später wieder demontiert. Jährlich finden über 50 unterschiedliche Experimente statt. Die permanenten Experimente sind:

### ASPIC
ASPIC (Apparatus for Surface Physics and Interfaces at Cern) ist eine Ultrahochvakuum-Apparatur zur Untersuchung der elektronischen und magnetischen Eigenschaften dünner Schichten – in der Größenordnung weniger Atomlagen – mittels der von Hans Frauenfelder entwickelten Methode der Perturbed Angular Correlation (PAC) zur Spektroskopie von Gamma-Strahlern in Festkörpern (PAC-Spektroskopie). Diese auch als Gestörte γγ-Winkelkorrelation bezeichnete Methode misst die Abstrahlcharakteristik zweier korrelierter Gammaquanten, die von einem auf die dünnen Schichten aufgebrachten radioaktiven Ion bei dessen Zerfall ausgesendet werden und deren Winkel zueinander von der Hyperfeinstruktur des Atomkerns abhängt. Die Hyperfeinstruktur kann von den elektromagnetischen Feldern der zu untersuchenden Schichten beeinflusst und deren Eigenschaften durch die Bestimmung des Winkels somit untersucht werden.

### COLLAPS
Beim Experiment COLLAPS (COLlinear LAser SPectroscopy) werden mittels kollinearer Laserspektroskopie seit Ende der 1970er-Jahre – beginnend am Forschungsreaktor Mainz 1978 und ab 1980 am jeweiligen Standort von ISOLDE – die Grundzustandseigenschaften kurzlebiger Nuklide bestimmt, wie Spin, magnetische und elektrische Momente und Ladungsradius. Der Ionenstrahl wird hierzu mit einem Laserstrahl kollinear überlagert, der elektronische Übergänge der radioaktiven Nuklide anregt und das beim Übergang in den Grundzustand emittierte Photon registriert. Aus den Wellenlängen der Laserphotonen und Fluoreszenzphotonen lassen sich dann Aussagen über die Energieniveaus und Rückschlüsse auf die Kernstruktur treffen.

### CRIS
Beim Experiment CRIS (Collinear Resonant Ionization Spectroscopy) wird die kollineare Laserspektroskopie kombiniert mit der Resonanzionisations-Spektroskopie. Diese in den 1980er-Jahren entwickelte Methode erlaubt neben der Untersuchung der Kerngrundzustandseigenschaften kurzlebiger exotischer Nuklide auch die Erzeugung von radioaktiven Ionenstrahlen hoher isomerer Reinheit. Die derzeitige Ultrahochvakuum-Apparatur wurde zwischen 2008 und 2011 aufgebaut und getestet und konnte seit 2012 zu ersten umfangreichen Messungen an Francium-Isotopen eingesetzt werden.

### ISOLTRAP
ISOLTRAP ist ein auf dem Prinzip der Penning-Falle beruhendes hochpräzises Ionenfallen-Massenspektrometer. Seit den 1980er-Jahren konnten bisher die Massen von über 400 kurzlebigen Nukliden bestimmt werden, mit einer relativen Genauigkeit von etwa 5·10−8. Durch weitere Verbesserungen konnte die Genauigkeit auf etwa 1·10−8 verbessert und die Messung auf Ionen mit Halbwertszeiten bis hinunter zu 50 ms erweitert werden.

### LUCRECIA

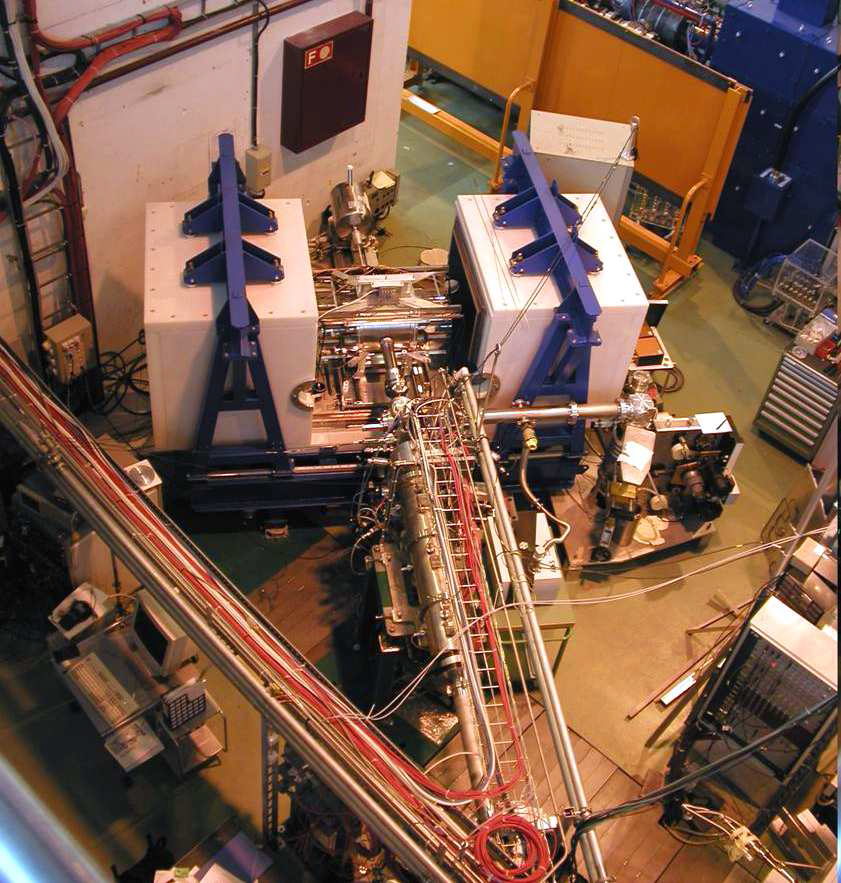
Das Experiment LUCRECIA (Total-Absorption-Gammaspectrometer) mit geöffneter Abschirmung

LUCRECIA ist ein Total-Absorption-(Gamma-)Spectrometer (TAS) zur Bestimmung der Gammastrahlung von Tochternukliden in angeregten Zuständen nach einem Beta-Zerfall. Ziel ist die genaue Bestimmung des meist in Kaskaden stattfindenden Übergangs der Tochternuklide in den Grundzustand. Hauptbestandteil des Spektrometers ist ein zylindrischer mit Thallium dotierter Natriumiodid-Szintillationskristall von 38 cm Länge und 38 cm Durchmesser. Die zu untersuchenden Nuklide werden durch eine senkrecht zur Längsachse des Zylinders angebrachten 7,5 cm großen Öffnung geleitet und je vier großflächige Photomultiplier an den Endflächen registrieren die in Kristall entstehenden Photonen. Ein Vorteil des Aufbaus ist die Vermeidung des bei anderen Gammaspektrometern – mit Germanium-Einkristallen und hoher Energieauflösung, aber geringer Detektionseffizienz – auftretenden Pandemonium-Effekts (Nichtregistrierung seltener hochenergetischer Gammastrahlung), der eine genaue Bestimmung der Energiezustände der Tochternuklide nicht zulässt.

### MINIBALL

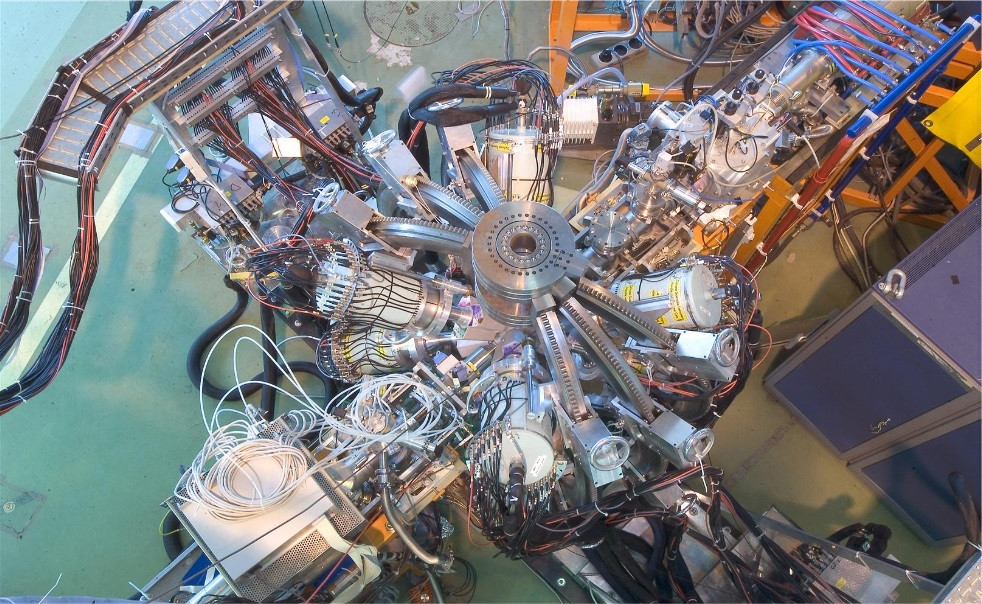
Das Experiment MINIBALL (Gammaspektrometer aus hochreinen Germanium-Einkristallen)

MINIBALL ist ein seit 2002 betriebenes hochauflösendes Gammaspektrometer und besteht aus 24 hochreinen Germanium-Einkristallen, welche kugelförmig um die Kollisionszone angeordnet und zur Erhöhung der Ortsauflösung elektrisch in sechs Segmente unterteilt sind. Dabei sind jeweils drei der Kristalle in einem Kryostaten zu einem Detektor zusammengefasst. Diese können an einem speziellen Gestell in variabler Anzahl und flexibel an unterschiedlichen Position angebracht werden. Zur Untersuchung der Eigenschaften exotischer Nuklide werden die mittels des Linearbeschleunigers REX-ISOLDE auf bis zu 3 MeV beschleunigten Ionen (mit HIE-ISOLDE sind ab 2015 noch höhere Energien möglich) auf ein Target geschossen. Durch inelastische Stöße kommt es zu einer elektromagnetischen Coulomb-Anregung der Atomkerne und die bei der Abregung emittierte Gammastrahlung wird vom Spektrometer registriert und analysiert.

### NICOLE
Das Experiment NICOLE (Nuclear Implantation into Cold On Line Equipment) besteht aus einem großen 3He-4He-Verdünnungskryostaten, in dem ferromagnetische Folien auf bis zu 10 Millikelvin abgekühlt und auf welche dann die Ionenstrahlen gelenkt werden. Dabei erfahren die implantierten radioaktiven Ionen eine Spinpolarisation mit Spin-Gitter-Relaxationszeiten zwischen Stunden und Millisekunden. Bei diesem seit 1988 laufenden Experiment wird neben Untersuchungen mittels Kernspinresonanzspektroskopie auch die Winkelverteilung der beim Zerfall emittierten Teilchen in Abhängigkeit von der induzierten Kernpolarisation bestimmt und so zum Beispiel die Paritätsverletzung beim Beta-Zerfall untersucht.

### WITCH
WITCH (Weak Interaction Trap for CHarged particles) ist ein Experiment zur Untersuchung von Eigenschaften der elektroschwachen Wechselwirkung. Hauptanliegen ist die Bestimmung der Rückstoßenergien von Tochternukliden beim Beta-Zerfall, welche Rückschlüsse auf die Beta-Neutrino-Korrelation erlauben. Dazu werden die von ISOLDE generierten radioaktiven Ionen mittels mehrerer Penning-Fallen abgekühlt und zerfallen in der letzten Falle (decay trap). Die Verteilung der Rückstoßenergien der Tochternuklide wird dann mit einem nachgeschalteten Spektrometer (retardation spectrometer) aufgezeichnet. 2004 wurde mit dem Aufbau des Experiments begonnen und nach einigen Rückschlägen konnten ab 2009 erste Ergebnisse erzielt werden.

## Forschungsgebiete und Ergebnisse

### Erweiterung der Nuklidkarte und Atom(kern)eigenschaften

Nuklidkarte mit Angabe der radioaktiven Zerfallsart. Farbig gezeichnete Nuklide sind instabil, schwarz gezeichnete stabil. Die diagonale Gerade zeigt die Positionen von Nukliden mit gleich vielen Protonen und Neutronen. Spontaner Zerfall sehr instabiler Kerne durch Neutronenemission an der neutron drip line sind lila und durch Protonenemission an der proton drip line sind rot dargestellt.

Besonders in den Anfangsjahren ab 1967 wurde mit ISOLDE die Nuklidkarte der bekannten Isotope und die Kenntnis von deren Eigenschaften und Zerfallsreihen erheblich erweitert. Während 1967 nur Isotope von vier Elementen systematisch erzeugt wurden, waren dies Ende der 1990er-Jahre schon Isotope von über der Hälfte der Elemente des Periodensystems.
Ein weiterer Schwerpunkt war die genaue Kernmassenbestimmung mit ISOLTRAP. Heinz-Jürgen Kluge, der am GSI in Darmstadt und bei ISOLDE forschte, erhielt hierfür 2006 den Lise-Meitner-Preis. Bei der Untersuchung der Kernradien-Systematik wurden anomal große Sprünge zwischen Isotopen gerader und ungerader Neutronenzahl (odd even staggering, shape staggering) gefunden, zum Beispiel bei neutronenreichen Quecksilberisotopen, deren Radien bei ungerader Neutronenzahl größer sind. Sie entsprechen Änderungen der Form des Atomkerns mit und ohne starke Deformation (Rotationsellipsoid-Formen) im Grundzustand. Energetisch benachbarte Isomere, die sich in der Form des Kerns unterscheiden (Form-Koexistenz), wurden bei ISOLDE Anfang der 1970er-Jahre entdeckt. Weitere Untersuchungen zur Kernstruktur dienten dem Studium langlebiger angeregter Kernzustände und dem Nachweis von Oktupol-Deformationen (in Birnen-Form) von Kernen im Grundzustand, wie zum Beispiel bei einigen Radon- und Radium-Isotopen (Peter A. Butler).
In der Atomphysik wurde 2013 bei ISOLDE die Ionisierungsenergie des langlebigsten Astat-Isotops 210At bestimmt. Astat ist eines der seltensten chemischen Elemente und war das letzte, bei dem das Ionisierungspotential des langlebigsten Isotops noch nicht bekannt war.

### Halokerne und exotische Zerfälle

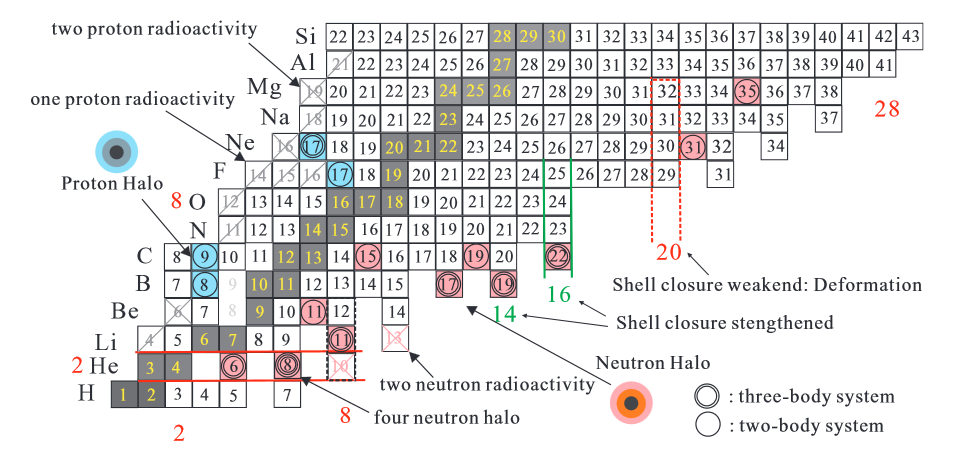
Ausschnitt aus der Nuklidkarte mit Halokernen und Magischen Zahlen (2, 8, 20 und 28; in rot)

ISOLDE und ähnliche Anlagen ermöglichten es erstmals, eine Vielfalt neuer instabiler und „exotischer“ Kerne und Zerfälle zu untersuchen. Darunter fanden Halokerne – Nuklide mit einzelnen weit vom Rest des Kerns entfernten Nukleonen – besondere Aufmerksamkeit. Zum Beispiel gelang die erstmalige genaue Vermessung des 1-Neutron-Halos in 11Be. Beim 2-Neutron-Halo von 11Li, bei dem ein an sich instabiles Dineutron durch den nahen Atomkern stabilisiert wird (2-Neutron-Halokerne werden auch borromäische Halokerne genannt), erfolgte 1987 eine genaue Kernradienbestimmung des Halokerns mit laserspektroskopischen Methoden durch Ernst-Wilhelm Otten und seine Kollegen. Der Neutronenhalo des 11Li war zwei Jahre zuvor am LBNL entdeckt worden. Das Studium von 11Li lieferte auch Informationen über die starke Wechselwirkung zwischen zwei Neutronen und das quantenmechanische Dreikörperproblem. Auch die Struktur weiterer Halokerne wurde an ISOLDE untersucht.
Zu den bei ISOLDE untersuchten exotischen Zerfällen gehört die beta-delayed multi-particle emission (ein Betazerfall gefolgt von der Emission von zwei oder drei Neutronen, Deuterium oder Tritium), die gut bei 11Li untersucht werden konnte, und der Clusterzerfall.

### Nukleare Astrophysik
Halokerne sind ein Beispiel für sehr instabile Kerne nahe oder jenseits der drip line (dt. in etwa ‘Abtropfkante’) für spontanem Zerfall durch Neutronenemission (neutron drip line). Die Untersuchung der Kerne nahe der drip line für Protonenemission (proton drip line) hat auch Bedeutung für das Verständnis der astrophysikalischen Nukleosynthese (schneller Protoneneinfang). Bei ISOLDE wurden dazu zum Beispiel die relevanten Prozesse des Drei-Alpha-Prozesses und des r-Prozesses bei Massenzahlen von etwa 130 untersucht. Messungen mit ISOLDE an 7Be sind außerdem wichtig für das Verständnis des Solaren Neutrinoproblems, da das Isotop bei Protoneneinfang eine Quelle solarer Neutrinos ist.

### Schalenmodell und Magische Zahlen
ISOLDE und ähnliche Anlagen eröffneten eine neue Ära der Erweiterung des Schalenmodells der Atomkerne – ursprünglich für relativ stabile Kerne entwickelt – auf sehr instabile Kerne. Hier zeigten sich neue und nicht von der Theorie vorhergesagte Phänomene, wie neue Magische Zahlen oder „Inseln der Inversion“ (islands of inversion). Diese Regionen in der Nuklidkarte mit Abweichung der Kernniveaus von der üblichen aus dem Schalenmodell vorhergesagten Ordnung wurden zuerst 1975 entdeckt und es sind heute fünf solche Inseln bekannt, von denen bei ISOLDE besonders diejenigen bei Natrium- und Magnesium-Isotopen untersucht wurden. Die neue magische Zahl 32 wurde bei ISOLDE bei der systematischen Untersuchung von Calcium-Isotopen 2013 entdeckt.

### Physik jenseits des Standardmodells
ISOLDE trug auch zu einer der Hauptforschungsrichtungen des CERN bei, der Suche nach der Physik jenseits des Standardmodells (beyond standard model), wobei an ISOLDE, komplementär zu den großen Kollaborationen in der Hochenergiephysik am CERN, der Niedrigenergiesektor untersucht wurde. Insbesondere wurden mögliche neue Beiträge einer Physik jenseits des Standardmodells bei der schwachen Wechselwirkung untersucht, wie sie zum Beispiel aufgrund der Kopplung hypothetischer Leptoquarks und skalarer Bosonen vorhergesagt wurden. Sie sollten sich beispielsweise in Elektron-Neutrino-Winkelkorrelationen im Betazerfall äußern. Da das Neutrino schwer nachzuweisen ist, zieht man Rückschlüsse aus dem Rückstoß des Atomkerns beim Betazerfall mit laserspektroskopischen Methoden, speziell bei Zerfällen, in denen der Rückstoß durch anschließende Protonenemission verstärkt wird (wie z. B. bei 32Ar). Das lieferte Ende der 1990er-Jahre neue Schranken für mögliche Abweichungen vom Standardmodell. Auch die Suche nach Paritätsverletzung und die sehr genaue Kernmassenbestimmung durch ISOLTRAP dient der Überprüfung des Standardmodells (Überprüfung der Unitarität der CKM-Matrix).

### Festkörperphysik und Nuklearmedizin
Die mit ISOLDE erzeugten radioaktive Isotope dienen auch Forschern in der Festkörperphysik, da durch die gezielte Implantierung in Metallen, Legierungen, Halbleitern oder Hochtemperatursupraleitern deren Struktur, Störstellen oder Dotierungen sowie Oberflächeneffekte, zum Beispiel durch die Analyse der Veränderungen in der magnetischen Hyperfeinstruktur der Isotope mit ASPIC, untersucht werden können.
Für die Nuklearmedizin werden neue Methoden der Krebstherapie und Krebsdiagnose unter anderem in Zusammenarbeit mit dem Hôpitaux universitaires de Genève untersucht, wie Techniken und Isotope für die Positronen-Emissions-Tomographie (PET) oder die Einzelphotonen-Emissionscomputertomographie (SPECT). Ende der 1970er-Jahre erwies sich so zum Beispiel ein mit ISOLDE erzeugtes Thulium-Isotop erstmals als erfolgreich bei der Krebsbekämpfung im Maus-Experiment und in den 2010er-Jahren wurden zu diesem Zweck zum Beispiel Terbium-Isotope mit ISOLDE erzeugt, wobei für die Diagnose mit PET 152Tb und für SPECT 155Tb untersucht wurden sowie 149Tb für die Therapie mit Alphateilchen.